# Elsinoë randii
Elsinoë randii är en svampart som beskrevs av Jenkins & Bitanc. 1938. Elsinoë randii ingår i släktet Elsinoë och familjen Elsinoaceae.   Inga underarter finns listade i Catalogue of Life.